# Toecutter
Toecutter ist eine australische Thrash- und Death-Metal-Band aus Hampton Park, die 1991 unter dem Namen Hatred gegründet wurde, sich im Jahr 2000 auflöste und seit 2009 wieder aktiv ist.

## Geschichte
Die Band wurde im Jahr 1991 als Soloprojekt von dem Gitarristen Mark Woolley nach seinem Ausstieg bei Hobbs’ Angel of Death gegründet. Bereits kurze Zeit später jedoch stießen mit dem Sänger Shane „S.A.tanic“ McWirter, dem Schlagzeuger Jason Blacksoul und dem ehemaligen Hobbs’-Angel-of-Death-Mitglied David Frew (Bass, Synthesizer) weitere Musiker hinzu. Woolley übernahm zusätzlich den Gesang. 1993 erschien das Demo Unusual Punishment. Nachdem Blacksoul die Band 1995 verlassen hatte, wurde er kurzzeitig durch Chris Phillips ersetzt, ehe McWirter diesen Posten zusätzlich übernahm. Bevor das Album fertiggestellt werden konnte, verstarb McWirter 1996 an einem Stromschlag. Das Album erschien im selben Jahr unter dem Namen Faces in the Dirt in Eigenveröffentlichung. Der Tonträger beinhaltet sowohl Studio- als auch Live-Aufnahmen. Die Studioaufnahmen waren in den Back Beach Studios unter der Leitung von D.W. Norton entstanden. Im folgenden Jahr stieß Theron Rennison als weiterer Gitarrist hinzu. 1999 änderte die Gruppe ihren Namen in Toecutter um. Mittlerweile war Warren Davies als Schlagzeuger in der Besetzung.
Im folgenden Jahr war die Band auf dem Metal for the Brain zu sehen, dann kam es zur Auflösung. 2001 erschien das Debütalbum Lost Culture in Eigenveröffentlichung. Nach einem einzelnen Auftritt im Jahr 2003 ist die Gruppe seit 2009 wieder permanent aktiv. 2011 erschien ein selbstbetiteltes Album, das allerdings nur eine Wiederveröffentlichung von Lost Culture ist.

## Stil
Auf metal-roos.com.au wurde die Band dem Death- und Thrash-Metal zugeordnet. Brian Giffin beschrieb Toecutter in seiner Encyclopedia of Australian Heavy Metal als Thrash-Metal-Band.

## Diskografie
als Hatred
- 1993: Unusual Punishment (Demo, Eigenveröffentlichung)
- 1996: Faces in the Dirt (Album, Eigenveröffentlichung)

als Toecutter
- 2001: Lost Culture (Album, Eigenveröffentlichung)
- 2011: Toecutter (Wiederveröffentlichung von Lost Culture, Casket Music)